# 풋볼 팩토리
풋볼 팩토리(The Football Factory)는 영국에서 제작된 닉 러브 감독의 2004년 범죄, 드라마 영화이다. 대니 디어 등이 주연으로 출연하였고 알란 니블로 등이 제작에 참여하였다.

## 출연

### 주연
- 대니 디어
- 프랭크 하퍼

### 조연
- 타머 해선
- 롤랜드 마누키언
- 닐 마스켈
- 더들리 서튼
- 제이미 포어맨
- 토니 덴햄

## 제작진
- 원작자: 존 킹
- Line PD: 잭 암스트롱
- 미술: 폴 번스
- 의상: 제인 그레고리
- Ass-PD: 프랭크 하퍼
- Ass-PD: 스티븐 노스
- 배역: 샘 챈들리

## 같이 보기
- 축구 폭력